# Herwart Ambrosius
Herwart Fritz Ambrosius (* 11. Oktober 1925 in Leipzig) ist ein deutscher Biowissenschaftler mit den Arbeitsgebieten Tierphysiologie und Immunologie.

## Leben und Wirken
Herwart Ambrosius ist der Sohn des Komponisten Hermann Ambrosius und seiner Ehefrau Else, geb. Roth. Nach zweijährigem Besuch einer Privatschule wechselte er 1934 auf das Petri-Reformrealgymnasium Leipzig. Dessen Besuch musste er 1943 wegen der Einberufung zum Kriegsdienst unterbrechen, wobei er bei einem Einsatz in der Normandie verwundet wurde. 1946 legte er sein Abitur ab und studierte von 1946 bis 1950 Biologie und Chemie an der Universität Leipzig.
1951 wurde er wissenschaftlicher Aspirant bzw. Assistent und später Oberassistent sowie Lehrbeauftragter am Zoologischen Institut der Universität Leipzig. 1954 wurde er bei Arno Wetzel und Kurt Alverdes mit der Dissertationsschrift Über einige bei der histologischen Fixation wirkende Faktoren zum Dr. rer. nat. promoviert. 1961 habilitierte er sich mit dem Thema Heteroplastische Gonadentransplantationen bei Urodelen und erwarb die Venia legendi für das Fachgebiet Zoologie.
Nach einer Dozentur für Zoologie am Zoologischen Institut von 1962 bis 1964 wurde Ambrosius zum Professor mit Lehrauftrag für Zoologie berufen und 1969 zum ordentlichen Professor für Tierphysiologie und Immunbiologie. Er baute Lehr- und Forschungsgruppen sowohl für das Gebiet der Tierphysiologie als auch der Immunologie auf. Er befasste sich mit der Entwicklung und der Regulation des Immunsystems, der Struktur der Immunglobuline sowie der Anwendung immunologischer Techniken. Letzteres führte zu mehreren Patenten. 1991 wurde er wegen des Erreichens der Altersgrenze als ordentlicher Professor abberufen.
Neben seiner wissenschaftlichen Tätigkeit bekleidete Ambrosius zahlreiche Verwaltungs- und Beratungsfunktionen. Als Beispiele seien angeführt: 1968–1971 Direktor der Sektion Biowissenschaften der Karl-Marx-Universität Leipzig, 1969–1971 Leiter des Forschungsprojektes „Immunmechanismen“ beim Ministerium für Gesundheitswesen der DDR, 1975–1983 Member of Steering Committee der Task Force on Control of Vaccines in the WHO und 1976–1990 Leiter der Hauptforschungsrichtung „Immunologie“ im Programm „Biowissenschaften“ der Akademie der Wissenschaften der DDR, deren ordentliches Mitglied er von 1985 bis 1991 war.

## Ehrungen (Auswahl)
- 1985: Ehrenpromotion zum Dr. med. h. c. an der Charité der Humboldt-Universität Berlin
- 1985: Nationalpreis der DDR für Wissenschaft und Technik III. Klasse (im Kollektiv)
- 2000: Ehrenmitglied der Deutschen Gesellschaft für Immunologie (DGfI)[2]

## Schriften (Auswahl)
- Vom Kampf in unserem Körper (Impfungen, Allergien, Organtransplantationen). Urania-Verlag, Leipzig, Jena, Berlin 1969
- Grundriss der Immunbiologie. VEB Verlag Gustav Fischer, Jena 1978 und Verlag Gustav Fischer Stuttgart, New York 1990 (beide 2. Aufl.)
- Pädiatrische Immunologie. Verlag Thieme, Leipzig 1982
- mit Hans Luppa: Immunhistochemie: Grundlagen und Techniken. Akademie-Verlag, Berlin 1987
- mit Lothar Jäger: Klinische Immunologie und Allergologie. Teil 1 und 2. Verlag Gustav Fischer, Stuttgart, New York 1989 (3. erw. Aufl.)
- über 200 Originalarbeiten in wissenschaftlichen Zeitschriften sowie zahlreiche Buchkapitel